# Sarmizegetusa (wieś)
Sarmizegetusa (węg. Várhely) – wieś gminna w południowej części okręgu Hunedoara w Rumunii. Do 1941 roku nosiła nazwę Grădiște (pol. grodzisko), została przemianowana ze względu na bliskość ruin rzymskiego miasta Ulpia Traiana Sarmizegetusa, stolicy Dacji. W 2011 roku liczyła 549 mieszkańców.